# HMS P38 (1941)
HMS P38 — британская дизель-электрическая подводная лодка типа U (третьей группы), построенная на верфи «Виккерс-Армстронгс» в Барроу-ин-Фёрнесс в 1941 году и участвовавшая во Второй мировой войне.

## История службы
Введена в строй в октябре 1941 года. В январе 1942 года под командованием лейтенанта Роуленда Хемингуэя вошла в состав 10-й флотилии подводных лодок, базировавшейся на Мальте.
15 февраля 1942 года во время своего первого патрулирования находясь неподалёку от города Махдия, мыс Африк, Тунис, потопила итальянское торговое судно Ariosto водоизмещением 4116 брт. На борту находились военнопленные союзников, 138 из них погибли. Это была единственная успешная атака P38.

## Потопление
P38 покинула Мальту 16 февраля 1942 года, чтобы перехватить очень важный крупный конвой снабжения сил Оси у Триполи, Ливия. К 23 февраля она находилась на позиции и вышла на перехват группы кораблей. В 10:14 по итальянскому времени входивший в состав этого отряда итальянский торпедный катер Circe, оснащённый немецким гидролокатором и сбрасывателями глубинных бомб, доложил о гидроакустическом контакте с подводной лодкой на удалении 1800 м и о том, что она разворачивается для атаки.
В 10:32 Circe в ходе единственной атаки сбросил все имеющиеся глубинные бомбы, после чего повреждённая P38 всплыла, но тут же снова погрузилась. В 10:40, после дальнейших атак глубинными бомбами и пулемётами эскортных кораблей «Эмануэле Пессаньо» и «Антониотто Усодимаре», а также самолётов, в ходе которых один итальянский военнослужащий был убит дружественным огнем, P38 всплыла с вращающимися винтами, горизонтальными рулями, установленными на всплытие, после чего с дифферентом 40 градусов затонула. На поверхности появилось большое пятно нефти, а также обломки и человеческие останки. P38 затонула на глубине 350 м в районе с координатами 32°48′ с. ш. 14°58′ в. д. примерно в 90 морских милях к востоку от Триполи, к северу от города Мисурата. Все 32 члена экипажа погибли вместе с лодкой.